# 英勇自我牺牲纪念碑

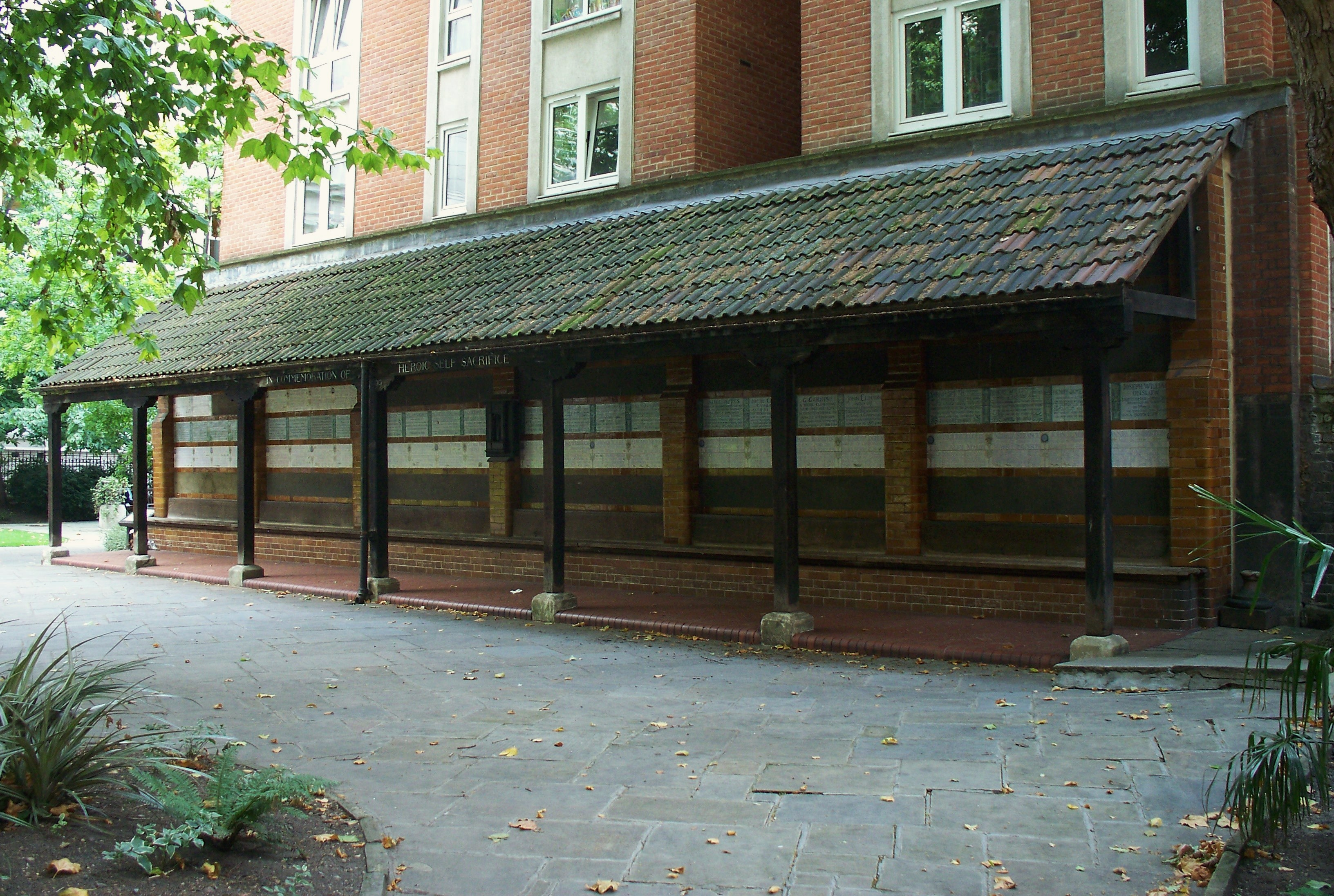
英勇自我牺牲纪念碑

英勇自我牺牲纪念碑（Memorial to Heroic Self-Sacrifice）是位於英國伦敦市普士文公园（邮差公园，Postman's Park）的一座公共纪念碑，以纪念捨身救人的普通人。1887年，画家和雕塑家乔治·弗雷德里克·沃茨首次提出这一倡议，以纪念维多利亚女王的金禧庆典。 这个计划当时没有被接受，1898年，奥尔德斯门圣博托尔夫堂的牧师亨利·甘布尔与沃茨接洽。当时教堂正筹集资金，在原教堂墓地上兴建普士文公园，甘布尔认为沃茨提议的纪念碑将提升公园的形象。 1900年，纪念碑在未完成的状态下揭幕， 包括一个50-英尺（15-）长的木制凉廊，由欧内斯特·乔治设计，在木结构的墙壁上，是威廉·德·摩根设计和制作的120块纪念瓷砖。 开幕时，只有四块纪念瓷砖到位。 沃茨于1904年去世，他的遗孀玛丽·沃茨接管了这个项目。
1906年，威廉·德·摩根（William De Morgan）在为该项目制作了24块纪念牌匾后，放弃了陶瓷行业，成为了一名小说家，于是唯一一家能够生产合适瓷砖的陶瓷公司只有皇家道尔顿（Royal Doulton）。玛丽·沃茨对皇家道尔顿的设计不满意，专注于萨里郡康普顿的沃茨美术馆和沃茨墓地礼拜堂的管理，对该项目失去了兴趣。项目断断续续，到1931年完全停止，计划中的120块瓷砖只有53块到位。 2009年，伦敦教区同意进一步扩建纪念碑，并增加了78年来的第一块新石碑。
《普士文公园的日常英雄》（The Everyday Heroes of Postman’s Park）是一款现已停产的移动应用程序，于2013年发布。当游客用手持设备扫描纪念碑的牌匾时，它就会详细描述纪念碑纪念的54起事件。